# Ретген
Ретген або Рьотген (нім. Roetgen [ˈʁøːtçən]) — сільська громада в Німеччині, знаходиться в землі Північний Рейн-Вестфалія. Підпорядковується адміністративному округу Кельн. Входить до складу району Аахен.
Площа — 39,033 км2. Населення становить 8650 ос. (станом на 31 грудня 2020).

## Географія

### Адміністративний поділ
Громада  складається з 3 районів:
- Ретген
- Ротт
- Мулартсгютте